# Raudas mezi
Raudas mezi este o arie protejată (arie specială de conservare — SAC, sit de importanță comunitară — SCI, arie de protecție specială avifaunistică — SPA) din Letonia întinsă pe o suprafață de 210,66 ha, integral pe uscat.

## Localizare
Centrul sitului Raudas mezi este situat la coordonatele 55°53′28″N 26°10′11″E / 55.891°N 26.1696°E.

## Înființare
Situl Raudas mezi a fost declarat arie de protecție specială avifaunistică în decembrie 2003 pentru a proteja 2 specii de plante și 2 specii de animale. Alte tipuri de protecție:
- sit de importanță comunitară (în mai 2004)
- arie specială de conservare (în mai 2004)[1][3][4]

## Biodiversitate
Situată în ecoregiunea boreală, aria protejată conține 8 habitate naturale: Cursuri de apă de la nivel de câmpie la nivel montan, cu vegetație Ranunculion fluitantis și Callitricho-Batrachion, Taiga vestică, Păduri caducifoliate bătrâne naturale hemiboreale fino-scandinave (Quercus, Tilia, Acer, Fraxinus sau Ulmus) bogate în specii epifite, Păduri fino-scandinave bogate în ierburi cu Picea abies, Păduri caducifoliate de mlaștină fino-scandinave, Păduri de stejar sau de stejar și carpen sub-atlantice și medio-europene de Carpinion betuli, Păduri pe pante, grohotișuri și ravene de Tilio-Acerion, Mlaștini împădurite.
La baza desemnării sitului se află mai multe specii protejate:
- plante (2): turiță (Agrimonia pilosa), mușchi (Dicranum viride)
- păsări (2): acvilă țipătoare mică (Aquila pomarina), barză neagră (Ciconia nigra)

Pe lângă speciile protejate, pe teritoriul sitului au mai fost identificate 7 specii de plante.